# Czeladź

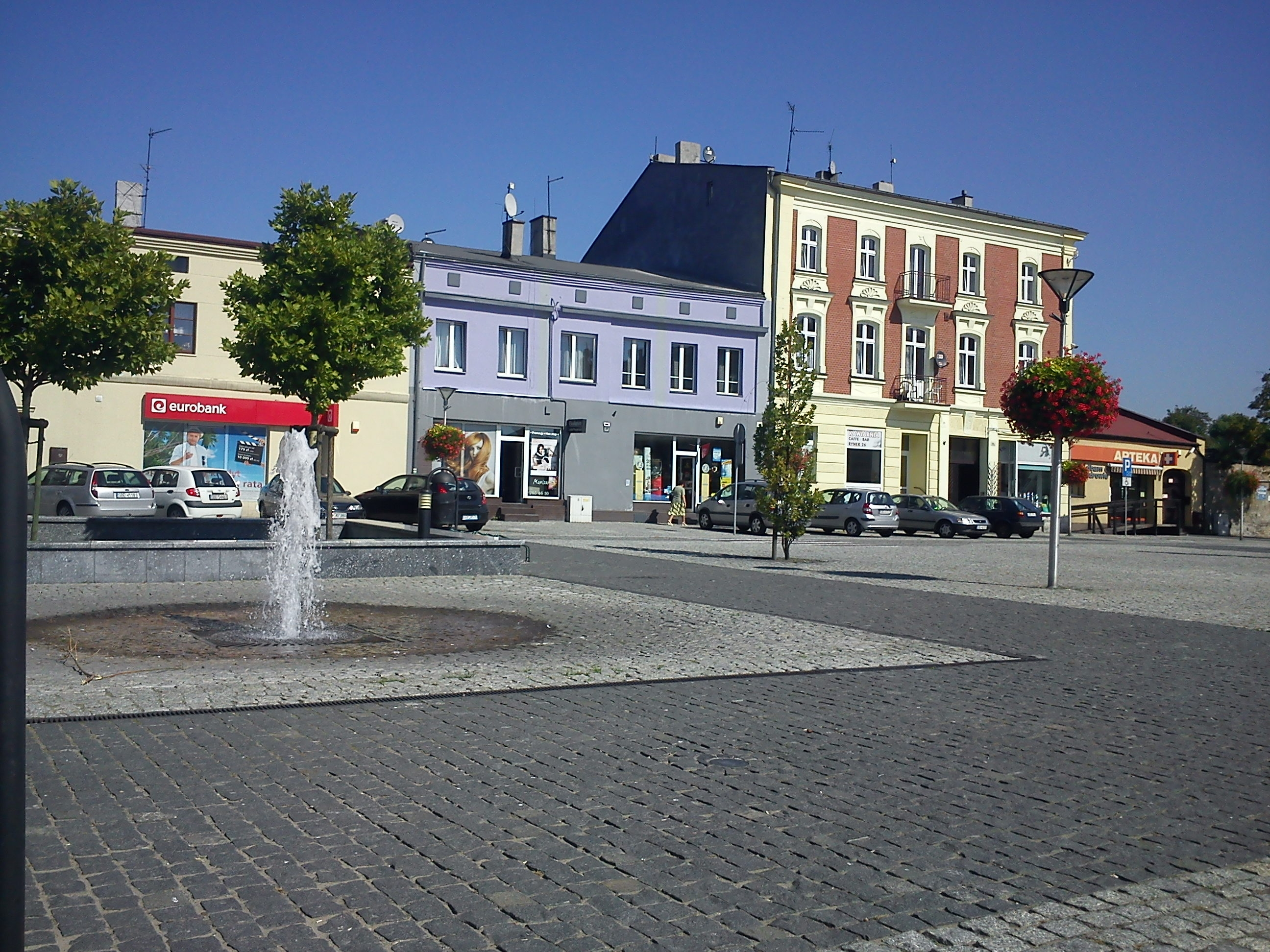
Marktplatz in Czeladź

Czeladź [ˈʧɛlaʨ] ist eine Stadt am Fluss Brynica in Polen. Sie hat 34.000 Einwohner und liegt im Powiat Będziński in der Woiwodschaft Schlesien, im Zagłębie Dąbrowskie.

## Geschichte
Die erste Erwähnung des Ortes Chelad im Herzogtum Oppeln (im Gebiet, das um 1177 aus Kleinpolen ausgegliedert wurde) stammt aus dem Jahr 1228, als der Herzog Kasimir I. von Oppeln-Ratibor das Dorf an Klemens von Ruszcza übergab. Der Ortsname ist entweder vom Wort czeladź (Diener einer Burg [in Będzin]), also ist er ein Dienstsiedlungsname, oder vom Personennamen *Czelad (nach Stanisław Rospond) abgeleitet. Beim Einfall der Mongolen 1241 ist der Ort verwüstet worden. Ab 1337 gehörte Czeladź, das seit 1260 als Stadt galt, zum Herzogtum Teschen, von 1443 bis 1790 war es als eine der drei Städte des Herzogtums Siewierz im Besitz des Bistums Krakau. Die örtliche Pfarrei umfasste u. a. die oberschlesische Stadt Siemianowice bis zum frühen 19. Jahrhundert.
Im Schwedisch-Polnischen Krieg erlitt der Ort 1655 starke Zerstörungen. Im Zuge der Teilungen Polens kam Czeladź 1795 zum Königreich Preußen, Provinz Neuschlesien, ab 1807 gehörte es schließlich zum Herzogtum Warschau und ab 1815 erneut zum Königreich Polen.
Zwischen 1870 und 1919 verlor Czeladź seine Stadtrechte, obwohl das Gebiet des Polnischen Kohlebeckens stark industrialisiert und urbanisiert wurde – ab 1860 begann der Bergbau, der in der Folgezeit die Stadt prägte. 1919 bekam der Ort in der Woiwodschaft Kielce das Stadtrecht.
Beim Überfall auf Polen 1939 wurde die Stadt von den Deutschen besetzt. In der Stadt, die völkerrechtswidrig dem Landkreis Bendsburg im neuen „Ostoberschlesien“ zugeordnet war, wurden ein Lager für Kriegsgefangene und Widerstandskämpfer sowie ein Ghetto eingerichtet. Eine Umbenennung in „Häuerstadt“ war vorgesehen.
Während der Volksrepublik Polen war Czeladź von 1951 bis 1975 Kreisstadt des gleichnamigen Powiats in der Woiwodschaft Katowice.

## Politik

### Bürgermeister
An der Spitze der Stadtverwaltung steht der Bürgermeister. Dies ist Zbigniew Szaleniec, der mit seinem eigenen Wahlkomitee antritt. Die turnusmäßige Wahl im April 2024 führte zu folgenden Ergebnis:
- Zbigniew Szaleniec (Wahlkomitee Zbigniew Szaleniec) 83,4 % der Stimmen
- Teresa Kosmala (Prawo i Sprawiedliwość) 16,6 % der Stimmen

Damit wurde Szaleniec bereits im ersten Wahlgang als Bürgermeister wiedergewählt.
Die turnusmäßige Wahl im Oktober 2018 führte zu folgenden Ergebnis:
- Zbigniew Szaleniec (Wahlkomitee Zbigniew Szaleniec) 79,8 % der Stimmen
- Małgorzata Chojnacka (Prawo i Sprawiedliwość) 8,4 % der Stimmen
- Stanisław Pisarek (Kukiz’15) 6,2 % der Stimmen
- Marek Mrozowski (Wahlkomitee „Plattform der lokalen Verwaltung für ein neues Czeladź“) 5,7 % der Stimmen

Damit wurde Szaleniec bereits im ersten Wahlgang als Bürgermeister wiedergewählt.

### Stadtrat
Der Stadtrat umfasst 21 Mitglieder, die direkt gewählt werden. Die Wahl im April 2024 führte zu folgendem Ergebnis:
- Wahlkomitee Zbigniew Szaleniec 61,9 % der Stimmen, 14 Sitze
- Wahlkomitee Łukasz Strojniak 20,9 % der Stimmen, 4 Sitze
- Prawo i Sprawiedliwość (PiS) 17,2 % der Stimmen, 3 Sitze

Die Wahl im Oktober 2018 führte zu folgendem Ergebnis:
- Wahlkomitee Zbigniew Szaleniec 62,4 % der Stimmen, 16 Sitze
- Prawo i Sprawiedliwość (PiS) 14,3 % der Stimmen, 3 Sitze
- Sojusz Lewicy Demokratycznej / Lewica Razem (Razem) 10,2 % der Stimmen, 1 Sitz
- Wahlkomitee „Plattform der lokalen Verwaltung für ein neues Czeladź“ 8,9 % der Stimmen, kein Sitz
- Kukiz’15 4,2 % der Stimmen, kein Sitz

### Partnerstädte
- Auby, Frankreich
- Schydatschiw, Ukraine

## Verkehr
Im ÖPNV besteht eine Anbindung an das Netz der Oberschlesischen Straßenbahn.

## Persönlichkeiten
- Czesław Słania (1921–2005), weltbekannter Graveur von Briefmarken, seit 1956 in Schweden tätig, 1999 zum Ehrenbürger ernannt
- Henryk Grabowski (1929–2012), Weitspringer
- Włodzimierz Potasiński (1956–2010), Generalmajor
- Stanisław Zarychta (* 1958), Marineoffizier
- Beata Maksymow (1967–2024), Judoka
- Jan Dydak (1968–2019), Boxer
- Borys Budka (* 1978), Politiker